# Morgan +6
Morgan +6 är en sportbil som den brittiska biltillverkaren Morgan introducerade på Internationella bilsalongen i Genève i mars 2019. 
Den nya Plus 6-modellen ser fortfarande likadan ut som sin företrädare men under den traditionella karossen finns ett chassi av limmad aluminium med individuella hjulupphängningar runt om. Den turboladdade motorn kommer från BMW.